# Olaus Kellermann
Olaus Christian Kellermann, född den 27 maj 1805 i Köpenhamn, död den 1 september 1837 i Rom, var en dansk arkeolog. 
Kellermann blev student i Köpenhamn 1825, tog doktorsgraden i München 1831 och reste samma år med danskt stipendium till Rom, där han särskilt ägnade sig åt inskrifter och blev nära knuten till den italienske numismatikern och epigrafikern Borghesi. År 1833 blev han efter Gerhard sekreterare i det av Preussen grundade Istituto di Corrispondenza archeologica och utgav samma år i dettas Bulletino en samling etruskiska inskrifter. Kellermann planerade ett omfattande verk innehållande alla latinska inskrifter och utgav 1835 i Rom som prov: Vigilum Romanorum Latercula duo, där han tolkade två nyligen upptäckta inskrifter. Arbetet anmäldes av Madvig. Kellermann for 1835 till Köpenhamn, fick där löfte om understöd till det stora verket, liksom av vetenskapsakademierna i Berlin och München. I januari 1837 nådde han åter Rom, tog med iver fatt på arbetet, men avled få månader efteråt av kolera. Först omkring 50 år senare förverkligade Berlinakademien hans tanke genom utgivandet av Corpus Inscriptionum Latinarum.